# Centrogenys vaigiensis
Centrogenys vaigiensis är en fiskart som först beskrevs av Jean René Constant Quoy och Joseph Paul Gaimard 1824.  Centrogenys vaigiensis är ensam i släktet Centrogenys och i familjen Centrogenyidae. Inga underarter finns listade i Catalogue of Life.
Arten förekommer i östra Indiska oceanen och västra Stilla havet kring sydostasiatiska öar, Australien och norrut till södra Japan. Den vistas nära kusten vid ett djup av 2 till 10 meter och den besöker även bräckt vatten. Individerna blir i genomsnitt 9,3 cm långa och för några hannar är maximallängden 25 cm. Centrogenys vaigiensis äter andra fiskar och kräftdjur. Det vetenskapliga släktnamnet är bildat av de grekiska orden kentron (tagg) och genys, -yos (käke, ansikte).